# エピネー＝シュル＝セーヌ
エピネー＝シュル＝セーヌ（フランス語: Épinay-sur-Seine）は、フランス、イル＝ド＝フランス地域圏、セーヌ＝サン＝ドニ県のコミューン。

## 地理
エピネーは県の最も西にあり、パリから約12km離れたセーヌ川右岸にある。
コミューンの南側はセーヌ川に囲まれており、北から南東にかけてアンギャン川、アラス川、アルラ川といった小川が流れている。

## 都市の景観
隣接するコミューン、アンギャン＝レ＝バンやアンギャン湖と接するシーニュ・ダンギャン地区は、ブリュメンタール地区とともにコミューン内でも最な高級住宅街である。
1960年代から1980年代にかけて建てられた高層住宅団地（オルジュモン地区）が特徴であるが、一方で伝統的な郊外、田園都市の姿も維持している。旧市街の高層住宅団地は非常に人口密度が高くて複雑である。現在主要な建て替え、都市改善計画が行われている。

## 歴史
エピネー＝シュル＝セーヌの名は、ラテン語のSpinogelumに由来する。この地はとげのある低木や薮が茂っていた。19世紀にセーヌ川の川床から鉄製や青銅の剣が発見されたことから、エピネーにはガロ＝ローマ時代より人が定住していたと推測される。638年、フレデゲール（fr）が記した年代記に中に登場する村の名前、Spinogelumが最も古いエピネーの記録である。
ダゴベルト1世は自らが所有するIpinacumをサン＝ドニ修道院へ寄進したが、モンモランシー家が土地の一部を盗んだ。
7世紀のエピネー住民はセーヌ河岸での川船輸送で暮らしており、野菜や穀物、ブドウを運んでいた。
1741年、エピネー領をルイ・ド・ベルガルドが購入した。しかしモンモランシー家の継承者であるコンデ公が封建領主権を主張して論争となった。コンデ公は教会再建に資金を出し、教会は1743年に完成した。18世紀、輝かしい人々がエピネーにある自らの家を頻繁に訪れた。ドニ・ディドロ、メルキオール・グリム、ジャン・ジャック・ルソー、ルイーズ・デピネーらである。
19世紀に入って、サン＝ドニやアンギャン＝レ＝バンにコミューンの一部を分割し、エピネーは縮小した。普仏戦争のあった1870年から1871年の冬にかけてドイツ軍がエピネーを占領した。徐々にエピネーは産業化が進んだ。映画で知られるエクレールもエピネーにある。
2005年パリ郊外暴動事件の最初の日である2005年10月27日、道路標識製造会社に勤めるジャン＝クロード・イヴロアが、19歳と23歳の若者によってオルジュモン地区で撲殺された。彼は妻子を連れて、会社のカタログに載せるため街灯柱を写真に撮っていただけだった。イヴロアを襲ってカメラを奪った若者は麻薬密売人だった。

## 交通
- 鉄道 - トランジリアンH線(パリ北駅発着)、エピネー＝ヴィルタヌーズ駅。RER C線エピネー＝シュル＝セーヌ駅。
- バス - RATP（fr）6路線。

## みどころ
- 市庁舎 - 元はオルメッソン男爵の邸宅だった。フランスへ亡命したスペイン王フランシスコ1世が死ぬまでここで暮らした。1906年にコミューンが購入し、以後市庁舎として使われている。
- ノートルダム・デ・ミッション教会 - 1931年にヴァンセンヌで開かれた植民地博覧会（fr）用に、建築家ポール・トゥルノンが設計した。ファサードは、当時フランス領であった安南の様式や、アール・デコ様式が採用されている。
- サン・メダール教会 - 1743年にコンデ公ルイ5世が建てた。1870年の普仏戦争で一部が破壊された。

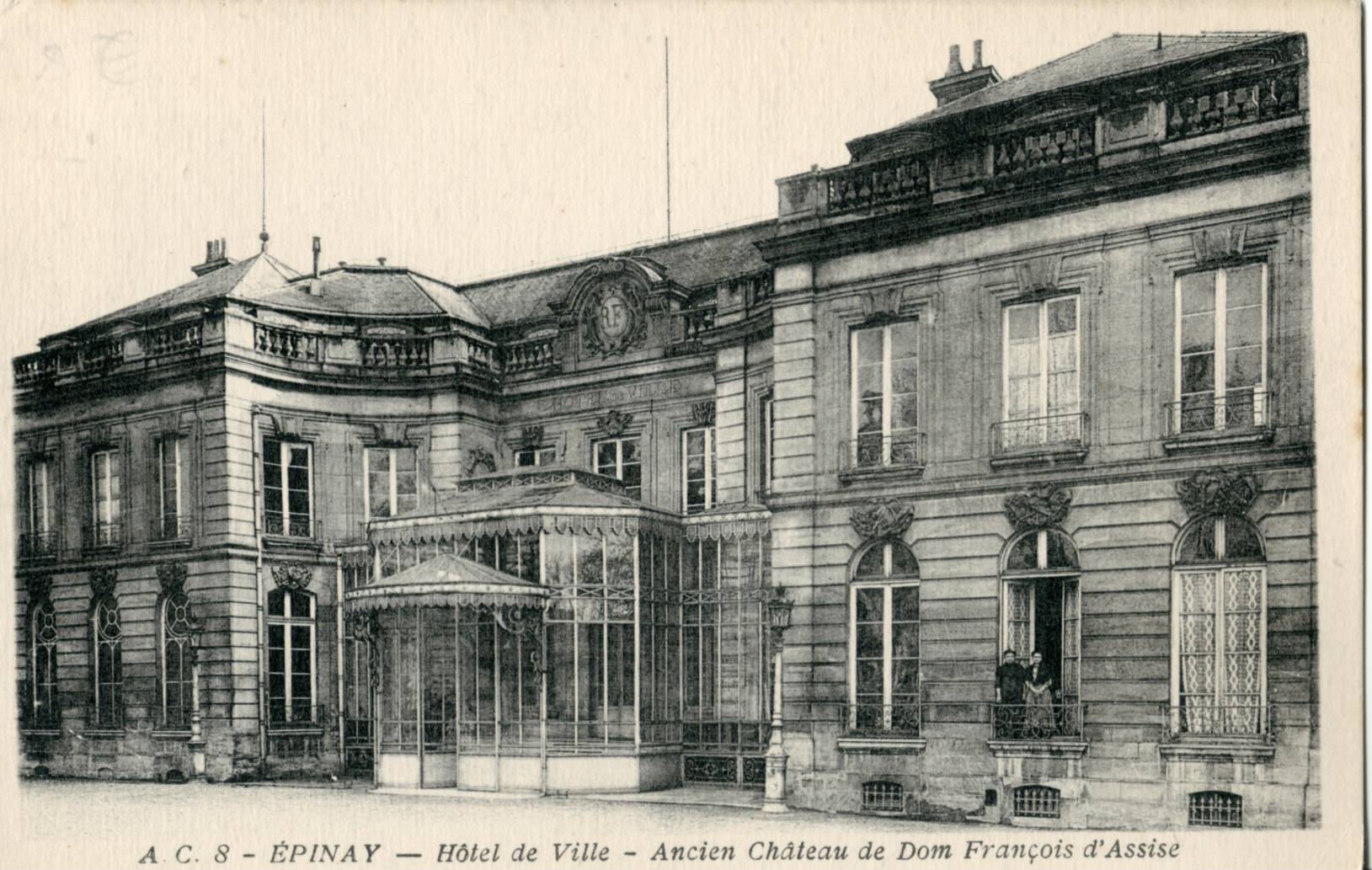
市庁舎

## 姉妹都市
- オーバーウルゼル、ドイツ
- サウス・タインサイド、イギリス
- ザンクト・ファイト・アン・デア・グラン、オーストリア
- アルコベンダス、スペイン

## 出身者
- リュシアン・ミシャール：自転車競技選手